# Верхайм
Верхайм (нем. Wehrheim) — община в Германии, районный центр, расположен в земле Гессен. Подчиняется административному округу Дармштадт. Входит в состав района Верхний Таунус.  Население составляет 9338 человек (на 31 декабря 2010 года). Занимает площадь 38,38 км².

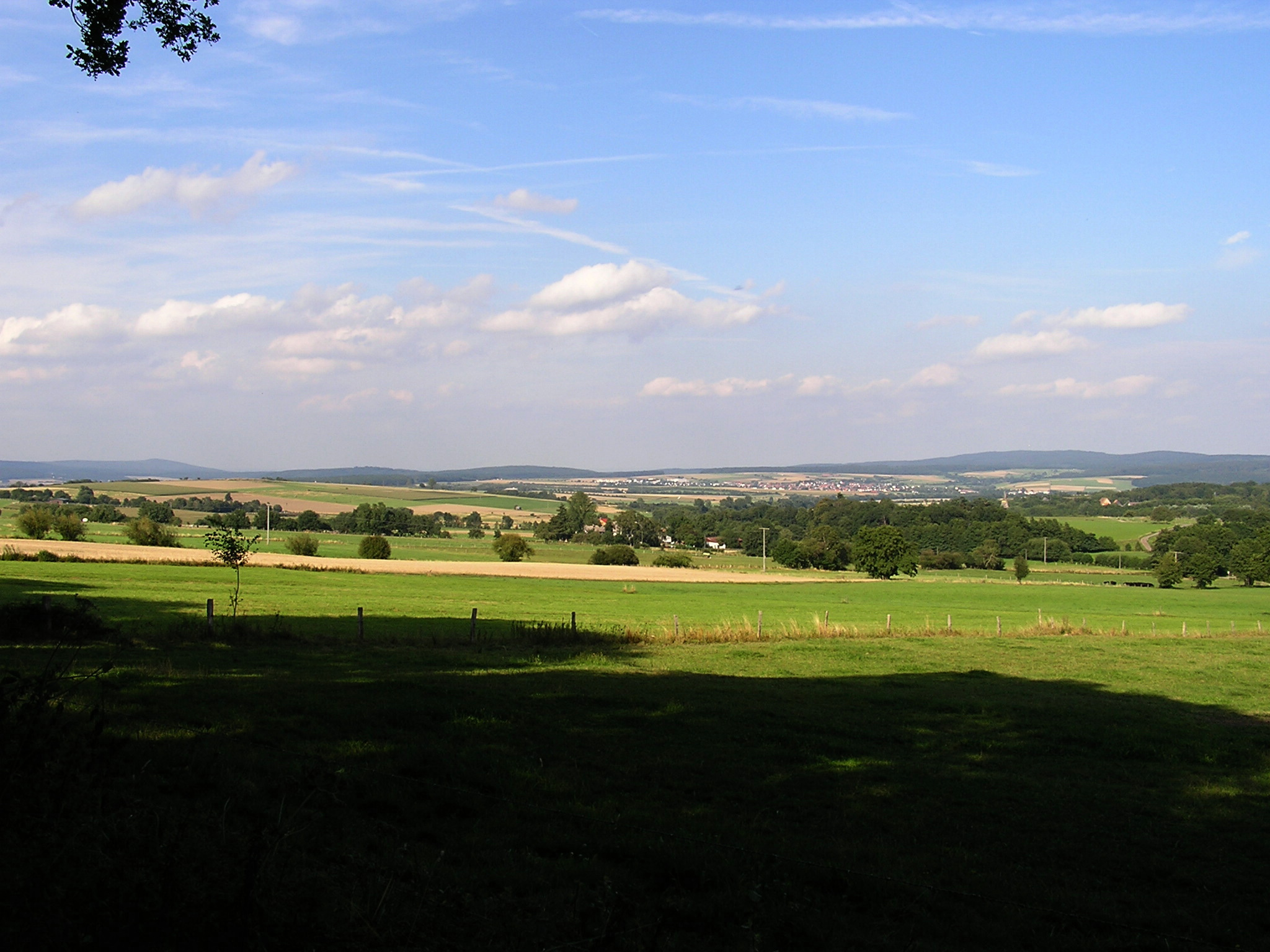
Верхайм

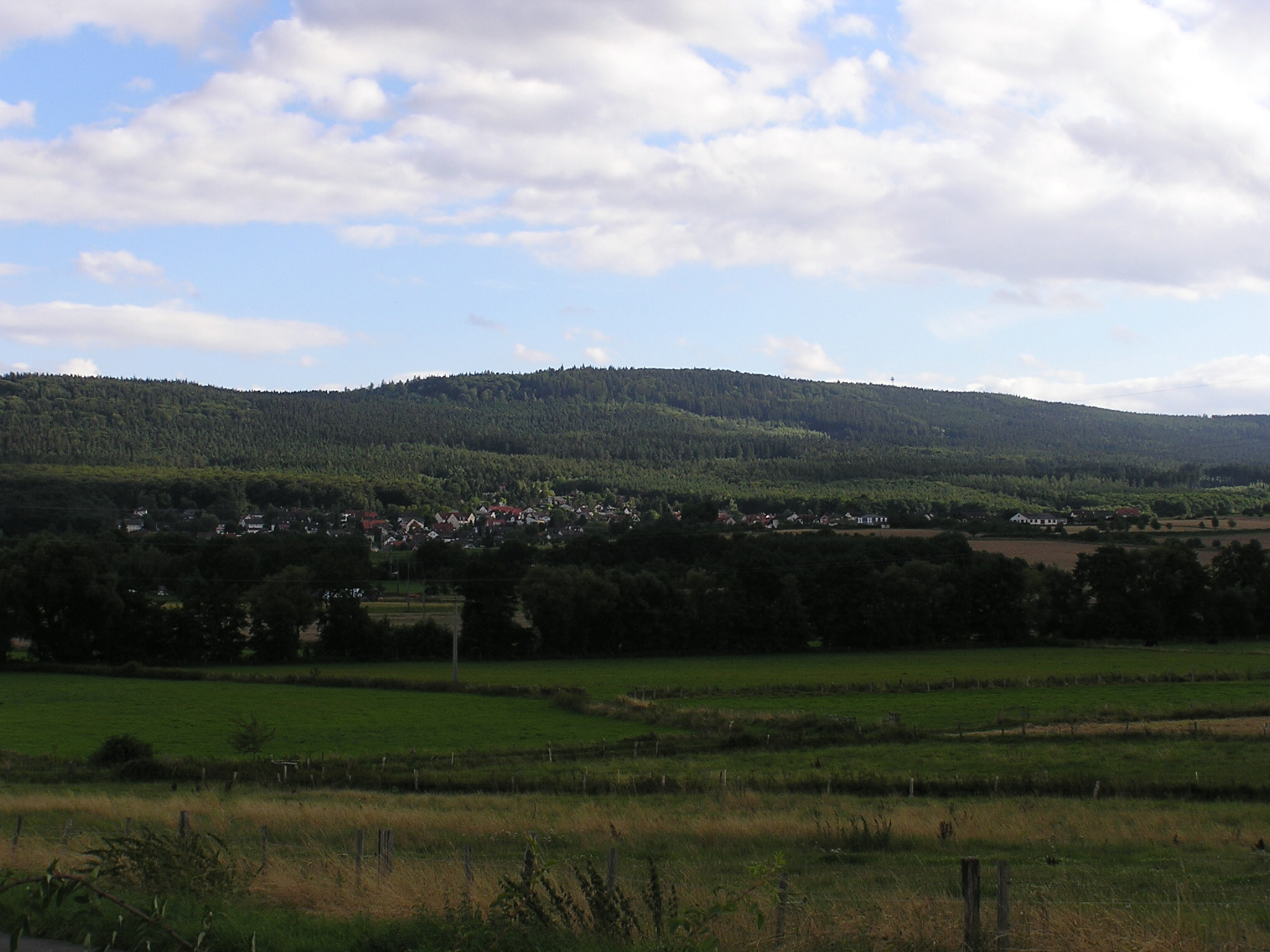
Верхайм